# Clase Montana
Los acorazados de la clase Montana de la Armada de Estados Unidos estaban planificados como los sucesores de la clase Iowa, siendo más lentos pero más grandes, mejor protegidos y con un poder de fuego superior a la clase Iowa. Cinco unidades fueron aprobadas para ser construidas durante la Segunda Guerra Mundial, pero cambios en el escenario de guerra modificaron las prioridades de construcción resultaron en su cancelación en favor de los portaaviones de la clase Essex antes de que alguna quilla de estos superacorazados fuera puesta en grada.
Con un armamento planificado de 12 cañones de 16 pulgadas (406 mm) y con una mayor capacidad antiaérea que la clase Iowa que lo precedía así como un cinturón blindado más grueso, los Montana habrían sido los acorazados más grandes, mejor protegidos y con mayor armamento que Estados Unidos hubiera puesto en el mar. Ellos habrían sido los únicos acorazados de la Armada de Estados Unidos que podrían haber rivalizado con los acorazados de la clase Yamato del Imperio del Japón en términos de blindaje, armamento, peso de andanada y desplazamiento.
El trabajo de diseño preliminar para el Montana comenzó antes de la entrada de Estados Unidos a la Segunda Guerra Mundial. Los primeros dos buques fueron aprobados por el Congreso en el año 1939 después de aprobar la Segunda Acta Vinson. El ataque japonés a Pearl Harbor retrasó la construcción de la clase Montana. El éxito en combate de los portaaviones en la batalla del Mar del Coral y, a una mayor extensión, la batalla de Midway, disminuyeron el valor del acorazado. Por consiguiente, la Armada de Estados Unidos escogió cancelar la clase Montana en favor de los portaaviones, buques anfibios y antisubmarinos que se necesitaban en forma más urgente; aunque las órdenes para los Iowa fueron retenidas ya que estos eran lo suficientemente rápidos como para escoltar a los nuevos portaaviones de la clase Essex. La clase Montana fue el último acorazado en ser diseñado por la Armada de Estados Unidos pero sus quillas nunca fueron puestas en gradas; los cuatro acorazados de la clase Iowa completados fueron los últimos en ser puestos en servicio.

## Historia
A medida que la situación política en Europa y Asia empeoraban en el preludio a la Segunda Guerra Mundial, Carl Vinson, el presidente del Comité de Asuntos Navales de la Cámara de Representantes, instituyó el Plan Naval Vinson, que intentaba poner a la Armada en posición de combate después de los recortes impuestos por la depresión y los tratados navales de la década de 1930. Como parte de un plan total el Congreso aprobó la Segunda Acta Vinson en el año 1938, que permitió el paso para la construcción de cuatro acorazados rápidos de la clase South Dakota y los primeros dos acorazados de la clase Iowa (Números de casco BB-61 y BB-62). Cuatro acorazados adicionales (con los números de casco BB-63, BB-64, BB-65 y BB-66) fueron aprobados para ser construidos en el año 1940, pretendiendo que los dos últimos fueran los primeros buques de la clase Montana. Para el año 1942, era aparente para el alto mando de la Armada de Estados Unidos que ellos necesitaban tantos acorazados rápidos como fuera posible, y los números de casco BB-65 y BB-66 fueron asignados a los acorazados rápidos Illinois y Kentucky.

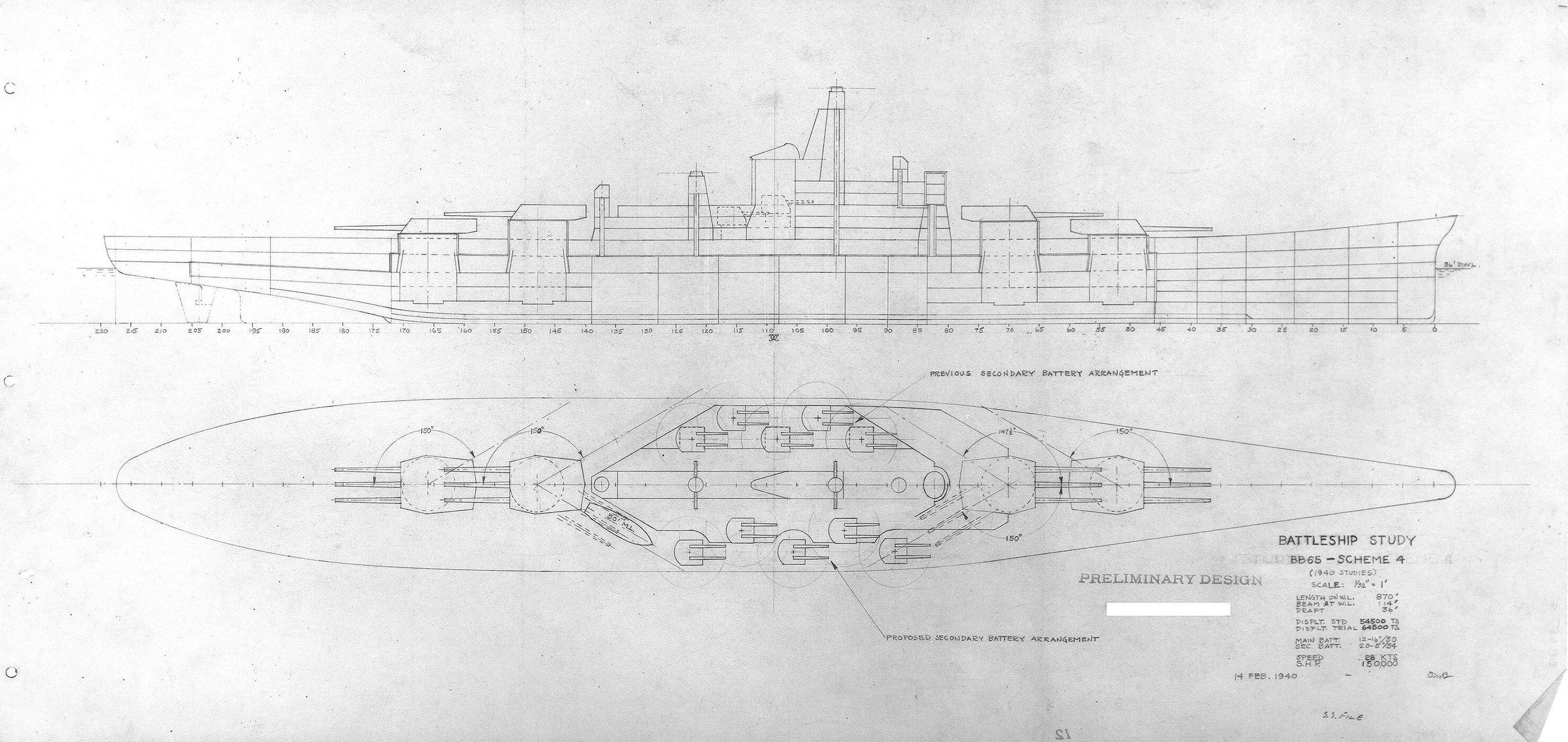
Esquemas de estudio del año 1940.

La Armada, a través de inteligencia militar estaba al tanto de la construcción de unos grandes buques fuertemente artillados por parte de Japón aunque su poder artillero, desplazamiento y dimensiones era desconocido y especulativo; estos eran los grandes acorazados de la clase Yamato en Japón, esta nación había estado trabajando en un concepto de un "súper acorazado" de 58 000 toneladas desde el año 1938. Esta nueva clase, con 12 cañones de 16 pulgadas (406 mm), fue llamada Montana y su construcción fue autorizada por el Congreso de Estados Unidos bajo el Acta de la Armada para dos Océanos en el año 1940; los fondos para los nuevos buques fueron aprobados en el año 1941. Estos buques, los últimos acorazados en ser ordenados por la Armada, originalmente fueron designados con los códigos BB-65 al BB-69; sin embargo, posteriormente los BB-65 y BB-66 fueron reordenados como buques de la clase Iowa, los Illinois y Kentucky, y los de la clase Montana fueron redesignados desde el BB-67 al BB-71.
Al completar la clase Montana y los dos últimos clase Iowa se pretendía que la Armada de Estados Unidos tuviera una considerable ventaja sobre cualquier otra nación o probable combinación de naciones, con un total de 17 nuevos acorazados para finales de la década de 1940. Los Montana también habrían sido los únicos buques estadounidenses en acercarse a igualar a los masivos Yamato japonés y a su buque hermano Musashi en términos de tamaño y poder de fuego.

### Diseño
La planificación preliminar para los acorazados de la clase Montana ocurrió en el año 1939, cuando el portaaviones aún era considerado inferior en valor ofensivo al acorazado. La Armada comenzó diseñando un acorazado de 65.000 toneladas para contrarrestar la amenazada impuesta por los acorazados de la Armada Imperial Japonesa de la clase Yamato. Aunque la Armada conocía muy poco acerca de la clase Yamato, se rumoreaba que los acorazados japoneses tenían una batería de cañones de 18 pulgadas (457 mm). Inicialmente, se dibujaron planos para un acorazado estadounidense de 46.000 toneladas, pero después de ser evaluado, el Consejo Asesor de Diseño de Acorazados incrementó el desplazamiento de planificado buque a 59.600 toneladas).
En esa época, el consejo de diseño estableció un esquema básico para la clase Montana que requería que estuviera libre de las restricciones de manga impuestas por el Canal de Panamá, ser un 25% más fuerte ofensivamente y defensivamente que cualquier otro acorazado completo o bajo construcción, y ser capaz de resistir los proyectiles "súper pesados" de 2700 lb (1225 kg) usados por los acorazados estadounidenses que estaban equipados con cañones de 16 pulgadas (406 mm)/45 calibres o de 16 pulgadas (406 mm)/50 cal Mark 7. Aunque libres de las restricciones necesarias para poder pasar por el Canal de Panamá, el largo y el alto de la clase Montana estaban restringidos por los de los astilleros en los que iban a ser construidos: el Astillero Naval de Nueva York que no podían manejar la construcción de buques de 59.000 toneladas, adicionalmente los buques construidos allí debían ser lo suficientemente bajos como para poder pasar bajo el Puente de Brooklyn con marea baja.
Después de un debate en el consejo de diseño acerca de si la clase Montana debería ser un acorazado rápido, alcanzando la alta velocidad de 33 ns (61,1 km/h) de la clase Iowa o si debería seleccionarse un blindaje o poder de fuego superior sacrificando la velocidad. Al regresar a la clase Montana a la velocidad más lenta velocidad máxima de 28 ns (51,9 km/h) de los buques de las clases North Carolina y South Dakota, los arquitectos navales fueron capaces de incrementar la protección de blindaje de los Montana, permitiéndoles resistir el fuego enemigo equivalente a la munición de sus propios cañones. Esto limitó la habilidad de los Montana para escoltar y defender a la flota de portaaviones aliados basados en el Pacífico, ya que la clase estaba motorizado con ocho calderas Babcock & Wilcox que le hubieran permitido navegar a aproximadamente entre 27 ns (50 km/h) y 28 ns (52 km/h).

### Destino

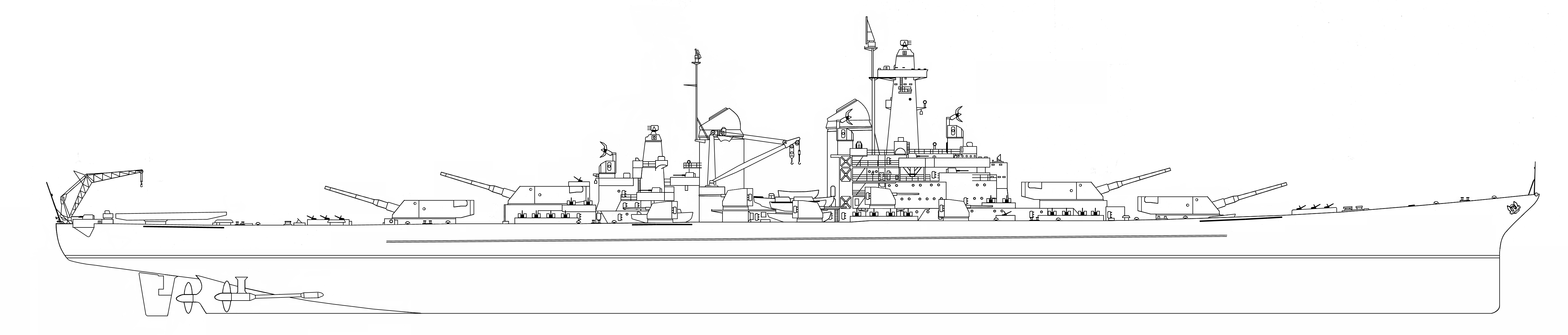
Esquema del acorazado clase Montana.

Hacia enero de 1941, el límite de diseño para el acorazado de 59.000 toneladas había sido alcanzado y existía el consenso entre aquellos trabajando en el diseño de la clase de incrementar el desplazamiento para apoyar el blindaje y el armamento de los buques. Al mismo tiempo, los planificadores decidieron adoptar una longitud ligeramente más grande y de reducir la potencia para una mejor disposición de la maquinaria, así como mejorar las subdivisiones internas y la selección como armamento secundario varios cañones de 5 pulgadas (127 mm)/54 cal en montajes dobles en vez de cañones de 5 pulgadas (127 mm)/38 cal usados en la clase Iowa. En ese momento, el diseño neto para la clase Montana recordaba de alguna forma a la clase Iowa dado que ellos estarían equipados con cañones principales del mismo calibre y cañones secundarios de calibre similar; sin embargo, el Montana y el resto de los buques de la clase tenían más blindaje, montaban tres cañones principales más y eran 22 pies (6,7 m) más largo y 13 pies (4 m) más ancho que la clase Iowa.
Para abril de 1942 había sido aprobado el diseño de la clase Montana, la construcción estaba autorizada por el Congreso de Estados Unidos y la fecha estimada de finalización era entre el 1 de julio y el 1 de noviembre de 1945. La Armada ordenó los buques en mayo de 1942, pero la clase Montana fue puesta en espera debido a que los astilleros que debían construirlos estaban ocupados construyendo los acorazados clase Iowa y los portaaviones clase Essex. Desafortunadamente para la clase Montana, tanto la clase Iowa como la clase Essex habían recibido una prioridad más alta: los Iowa debido a su habilidad para mantener veelicidad de escuadra y defender a los portaaviones de la clase Essex con sus cañones de 20 mm y 40 mm, y los Essex por su capacidad de lanzar aviones para ganar y mantener la supremacía aérea sobre las islas en el Pacífico e interceptar a los buques de guerra de la Armada Imperial Japonesa. Debido a esto, toda la clase Montana fue suspendida en mayo de 1942, antes de que se pusiera ninguna quilla. En julio de 1942, la construcción de la clase Montana fue cancelada después de ocurrida la Batalla de Midway donde el portaviones ganó valor bélico suprimiendo el concepto del acorazado como baza principal de ataque, y el efecto que tuvo esta en el cambio táctico en la guerra naval desde enfrentamientos de superficie hacia la supremacía aérea, y de ahí, el cambio desde los acorazados hacia los portaaviones.

## Buques

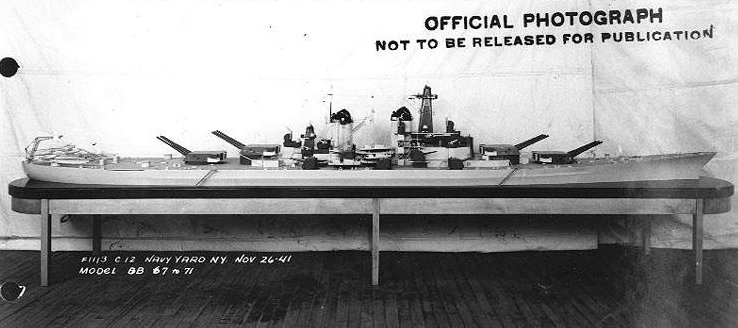
Modelo del año 1941 de la clase Montana.

El 19 de julio de 1940 fueron autorizados cinco buques de la clase Montana, pero ellos fueron suspendidos indefinidamente hasta ser cancelados el 21 de julio de 1943. Los buques iban a ser construidos en los astilleros de Astillero Naval de Nueva York, Astillero Naval de Filadelfia y Astillero Naval de Norfolk.

### USSMontana(BB-67)
Estaba planificado que el Montana fuera el buque líder de la clase. Este era el tercer buque en ser llamado en honor del estado de Montana y su construcción fue asignada al Astillero Naval de Filadelfia. Tanto el acorazado anterior, el BB-51 como el BB-67 fueron cancelados, así que Montana es el único de los Estado de los Estados Unidos que nunca ha tenido un acorazado completado, con una clasificación de casco "BB", en su honor.

### USSOhio(BB-68)
El Ohio iba a ser el segundo acorazado de la clase Montana. Este buque iba a ser llamado en honor del estado de Ohio y su construcción fue asignada al Astillero Naval de Filadelfia. El Ohio habría sido el cuarto buque en llevar ese nombre si hubiera sido comisionado.

### USSMaine(BB-69)
El Maine hubiera sido el tercer acorazado de la clase Montana. Este buque hubiera sido llamado en honor del estado de Maine y su construcción fue asignada al Astillero Naval de Nueva York. El Maine habría sido el tercer buque en llevar ese nombre si hubiera sido puesto en servicio.

### USSNew Hampshire(BB-70)
El New Hampshire hubiera sido el cuarto acorazado de la clase Montana e iba a ser llamado en honor del estado de Nuevo Hampshire. Su construcción fue asignada al Astillero Naval de Nueva York, y habría sido el tercer buque en llevar ese nombre si hubiera sido comisionado.

### USSLouisiana(BB-71)
El Louisiana iba a ser el quinto y final acorazado de la clase Montana. Iba a ser bautizado en honor del estado de Luisiana y su construcción fue asignada al Astillero Naval de Norfolk, Portsmouth, Virginia. El Louisiana habría sido el tercer buque en llevar ese nombre si hubiera sido comisionado. Por su número de casco el Louisiana fue el último acorazado estadounidense autorizado para ser construido.

## Armamento
El armamento de los acorazados de la clase Montana hubiera sido similar a los acorazados de la clase Iowa precedentes, pero con un incremento en los cañones primarios y secundarios para ser usado contra buques de superficie y aviones enemigos. Si ellos hubieran sido completados, los Montana habrían sido los acorazados más poderosos, cañón por cañón, construidos por Estados Unidos, y los únicos acorazados estadounidenses que se hubieran acercado a igualar los acorazados de la Armada Imperial Japonesa Yamato y Musashi comparados cañón por cañón y tonelada por tonelada.

### Batería principal

Corte esquemático de una torreta para cañón de 16 in.

El armamento principal de un acorazado de la clase Montana habrían sido 12 cañones de 16 pulgadas (406 mm)/50 calibres Mark 7, que hubieran estado ubicados en cuatro torretas de tres cañones: dos adelante y dos atrás. Los cañones, los mismos usados en los acorazados de la clase Iowa, tenían 66 pies (20 m) de largo -50 veces el diámetro de 16 pulgadas (406 mm), o 50 calibres, medido desde el frente de la recámara hasta la bocacha. Cada cañón pesaba aproximadamente 239 000 lb (108 408 kg) sin la recámara o 267 900 lb (121 517 kg) con la recámara. Estos disparaban proyectiles que pesaban hasta 2700 lb (1225 kg) a una velocidad máxima de 2690 pies/s (820 m/s) con un alcance de hasta 24 nmi (44 km). Para alcanzar la distancia máxima el proyectil debía volar por casi un minuto y medio. La adición de la torreta número 4 habría permitido al Montana sobrepasar al Yamato ya que el acorazado poseía la andanada más pesada de todos los acorazados; el Montana y el resto de los buques de su clase tendrían una andanada de 32 400 lb (14 696,4 kg) contra una de 28 800 lb (13 063,4 kg) del Yamato. Cada cañón estaría instalado al interior de una barbeta blindada, pero solo la barbeta superior habría sobresalido por sobre la cubierta principal. Las barbetas se habrían extendido por cuatro cubiertas (torretas 1 y 4) o cinco cubiertas (torretas 2 y 3). Los espacios inferiores habrían contenido salas para el manejo de los proyectiles y el almacenamiento de los sacos de pólvora usados para dispararlos. Cada torreta habría requerido de 94 sirvientes para ser operada. Las torretas no habrían estado unidas al buque, sino que habrían descansado sobre rodillos, lo que significaba que cualquier de los buques de la clase Montana se hubiera volcado, las torretas se habrían caído. Cada torreta habría costado US$1,4 millones, pero esta cifra no tomaba en cuenta el costo de los cañones propiamente dichos.
Las torretas habrían sido de "tres cañones", no "triples", debido a que cada cañón se habría elevado y disparado en forma independiente. Los buques podrían disparar cualquier combinación de sus cañones, incluyendo una andanada de sus 12 tubos. Contrario a la creencia popular, los buques no se mueven lateralmente en forma notable cuando disparan una andanada.
Los cañones se habrían movido entre -5° y +45°, a una velocidad de hasta 12° por segundo. Las torretas habrían rotado aproximadamente 300° a 4° por segundo e incluso podían disparar hacia atrás más allá de la manga, lo que a veces se conoce como "por sobre el hombro". Dentro de cada torreta, una franja roja pintada en la pared de la torreta, a pocos centímetros de la baranda, habría marcado el límite del retroceso del cañón, proporcionando a los sirvientes de la torreta una referencia visual para la distancia mínima de seguridad.
Como la mayoría de los acorazados en la Segunda Guerra Mundial, la clase Montana habría estado equipada con un computador de control de disparo, en este caso el Computador Balístico Mk 1A, un rangekeeper (en castellano: mantenedor de distancia) de 3150 lb (1429 kg) diseñado para dirigir el fuego de los cañones contra blancos terrestres, navales y aéreos. Este computador analógico habría sido usado para dirigir el fuego de los grandes cañones del acorazado, tomando en cuenta varios factores tales como la velocidad del buque siendo atacado, el tiempo que lo tomaría al proyectil en llegar y la resistencia del aire a dichos proyectiles. En la época en que la clase Montana hubiera comenzado a ser construido, los rangekeepers habían ganado la habilidad de usar los datos generados por el radar para ayudar hacer impacto sobre los buques enemigos y blancos terrestres. Los resultados de este avance fueron eficaces: el rangekeeper era capaz de seguir y disparar contra blancos una mayor distancia y con una mayor precisión, como se demostró en noviembre de 1942 cuando el acorazado Washington se enfrentó durante la noche con el acorazado Kirishima de la Armada Imperial Japonesa a una distancia de 18 500 yd (17 km); el Washington logró impactar con al menos nueve proyectiles de gran calibre que dañaron en forma crítica al Kirishima y que significaron que fuera echado a pique. Esto le dio una importante ventaja durante la Segunda Guerra Mundial a la Armada de Estados Unidos, ya que los japoneses no desarrollaron ni el radar ni un control de disparo automatizado al nivel que lo hizo la Armada de Estados Unidos.
Los cañones de grandes calibres estaba diseñados para disparar dos diferentes proyectiles de 16 pulgadas (406 mm): un proyectil perforante de blindaje para ser usado contra buques y estructuras, y un proyectil de alto explosivo para ser usado contra blancos no blindados y bombardeo contra la costa.
El proyectil Mk. 8 APC (Armor-Piercing, Capped; en castellano: Perforante de blindaje, encapsulado) pesaba 2700 lb (1225 kg) y estaba diseñado para penetrar el blindaje de acero endurecido llevado por los acorazados extranjeros. A una distancia de 20 000 yd (18,3 km), el Mk. 8 podía penetrar 20 pulgadas (508 mm) de una placa de blindaje de acero. A la misma distancia, el Mk. 8 podía penetrar 21 pies (6 m) de concreto reforzado. Para blancos no blindados y bombardeo contra la costa, estaba disponible el proyectil Mk. 13 HC (High-Capacity—, en castellano: Alta Capacidad, refiriéndose a la gran carga explosiva) de 1900 lb (862 kg). El proyectil Mk. 13 podía crear un cráter de 50 pies (15 m) de ancho y de 20 pies (6 m) de profundidad al impactar y detonar, y podía defoliar árboles ubicados hasta 400 yd (366 m) desde el punto de impacto.
El tipo final de munición desarrollada para los cañones de 16 pulgadas (406 mm) fue el proyectil W23 "Katie". Estos proyectiles nacieron a partir de la disuasión nuclear que había comenzado a transformar a las fuerzas armadas de Estados Unidos al comienzo de la Guerra Fría. Para competir con la Fuerza Aérea y el Ejército, que habían desarrollado bombas nucleares y proyectiles nucleares para ser usados en el campo de batalla, la Armada inició un programa ultrasecreto para desarrollar los proyectiles navales nucleares Mk. 23 con una potencia estimada de entre 15 a 20 kilotones. Los proyectiles entraron en desarrollo alrededor del año 1953 y se informó que estaban listos para el año 1956; sin embargo, la cancelación de la clase Montana significó que solo los acorazados de la clase Iowa, ya que ellos estaban equipados con el mismo tipo de cañones, podían usar estos proyectiles si hubieran surgido la necesidad.

### Batería secundaria
El armamento secundario para los Montana iba a ser de 20 cañones de 5 pulgadas (127 mm)/54 cal instalados en 10 torretas a lo largo de la isla del acorazado; cinco a estribor y cinco a babor. Estos cañones, diseñados específicamente para los Montana, iban a reemplazar a las baterías de cañones secundarios de 5 pulgadas (127 mm)/38 cal entonces en amplio uso en la Armada de Estados Unidos.
Las torretas de cañones de 5 pulgadas (127 mm)/54 cal eran similares a los montajes de cañones de 5 pulgadas (127 mm)/38 cal en que se adaptaban igualmente bien en el rol antiaéreo y para dañar a buques más pequeños, pero diferían en que ellos pesaban más, disparaban una munición más pesada y resultaba en fatigar más rápidos a los sirvientes cuando se comparaban a los cañones de 5 pulgadas (127 mm)/38 cal. El almacenamiento de la munición para el cañón de 5 pulgadas (127 mm)/54 cal era de 500 disparos por torreta y los cañones podían disparar a blancos ubicados a una distancia de 26 000 yd (23 774 m) a un ángulo de 45°. A un ángulo de 85°, los cañones podían alcanzar un blanco aéreo a una distancia de sobre 50 000 pies (15 240 m).
La cancelación en el año 1943 de los acorazados de la clase Montana retrasó la entrada en combate de los cañones de 5 pulgadas (127 mm)/54 cal hasta el año 1945, cuando ellos fueron usados a bordo de los portaaviones de la clase Midway de la Armada de Estados Unidos. Los cañones probaron ser adecuados para la defensa aérea de los portaaviones, pero ellos fueron gradualmente sacados de servicio para su uso en la flota de portaaviones debido a su peso. (Más que hacer que el portaaviones se defendiera a sí mismo con sus cañones esta tarea fue asignada a los buques que rodeaban al grupo de batalla de portaaviones).

### Baterías antiaéreas
Por primera vez desde la construcción de la clase Iowa, la Armada de Estados Unidos no estaba construyendo una clase de acorazados rápidos con el único propósito de escoltar a los portaaviones basados en el Pacífico, y así la clase Montana no estaría diseñada principalmente para escoltar a las Fuerzas de Tareas de Portaaviones Rápidos; no obstante ellos habrían estado equipados con una amplia variedad de cañones antiaéreos para protegerse a sí mismos como a otros buques (principalmente portaaviones estadounidenses) de los ataques de cazas y bombarderos de picado japoneses.

#### Cañones antiaéreos Oerlikon de 20mm

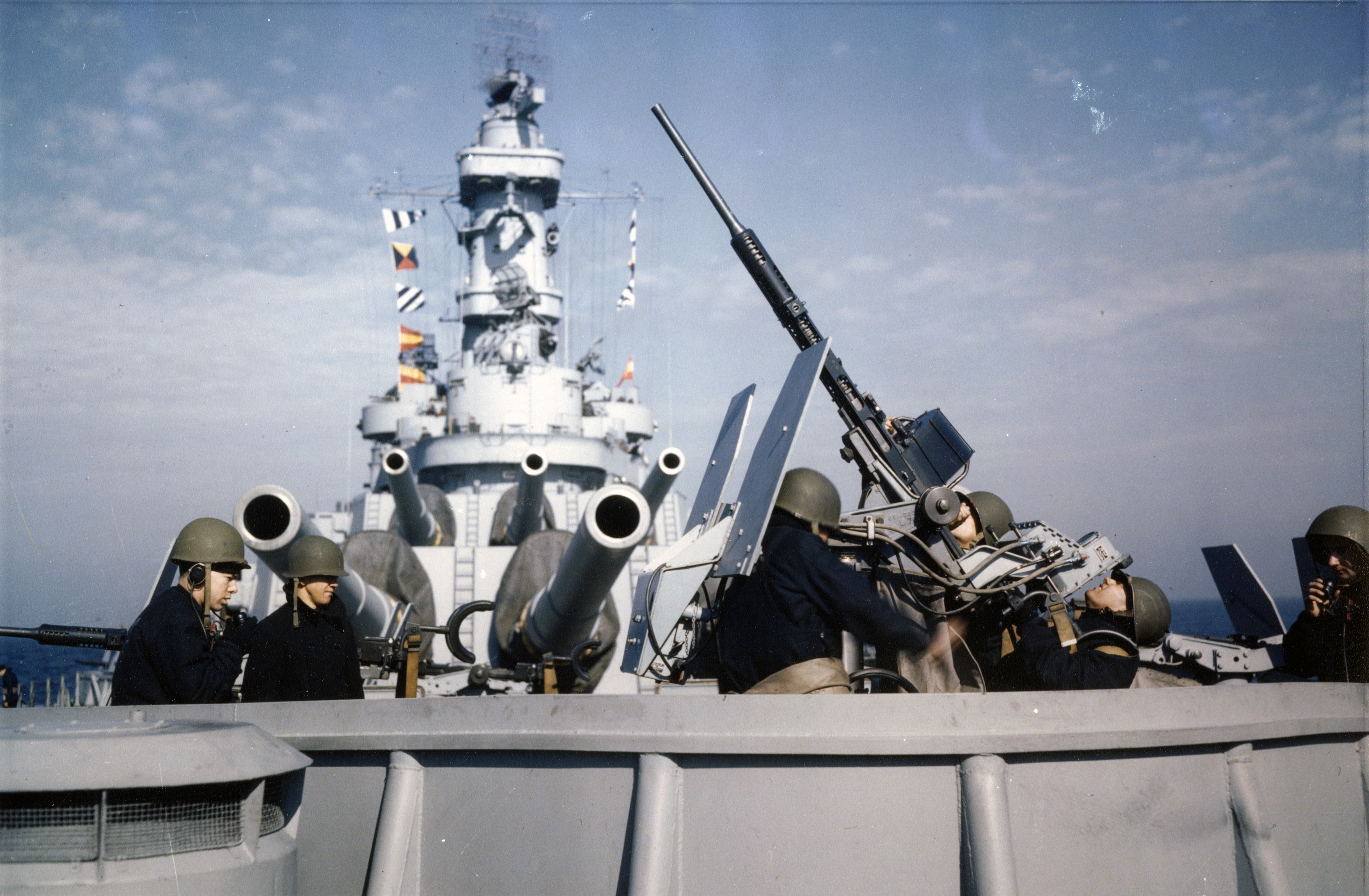
Un cañón antiaéreo Oerlikon de 20 mm a bordo del acorazado.

El cañón antiaéreo de 20 mm Oerlikon fue uno de los cañones antiaéreos de más alta producción de la Segunda Guerra Mundial; solo Estados Unidos fabricó un total de 124.735 de estos cañones. Cuando entraron en servicio en el año 1941 estos cañones reemplazaron a las ametralladoras Browning M2 de .50 pulgadas (12,7 mm)/90 cal en una base de uno a uno. Los cañones antiaéreos Oerlikon de 20 mm permanecieron como el arma antiaérea primaria de la Armada de Estados Unidos hasta la introducción del cañón antiaéreo Bofors de 40 mm en el año 1943.
Estos cañones eran enfriados por aire y usaban un sistema de retroceso blowback actuado por gas. A diferencia de otros cañones automáticos empleados durante la Segunda Guerra Mundial, el cañón del Oerlikon de 20 mm no retrocede; el cerrojo nunca está fijado a la recámara y en realidad se encuentra moviéndose hacia adelante cuando el arma es disparada. Esta arma carece de un freno de contra-retroceso, ya que la fuerza del contra-retroceso es compensada por el retroceso del disparo del siguiente proyectil.
Entre diciembre de 1941 y septiembre de 1944, el 32% de todos los aviones japonesas derribados fueron acreditados a esta arma, que en su punto más alto alcanzó un 48,3% en la segunda mitad del año 1942. En el año 1943, se introdujo la revolucionaría mira Mark 14, que hizo que estos cañones fueran aún más efectivos. Sin embargo, se encontró que los cañones de 20 mm se convirtieron en inefectivos contra los ataques de kamikazes japoneses durante la última mitad de la Segunda Guerra Mundial. Subsecuentemente estos fueron reemplazados por cañones antiaéreos Bofors de 40 mm más pesados.

#### Cañones antiaéreos Bofors de 40 mm

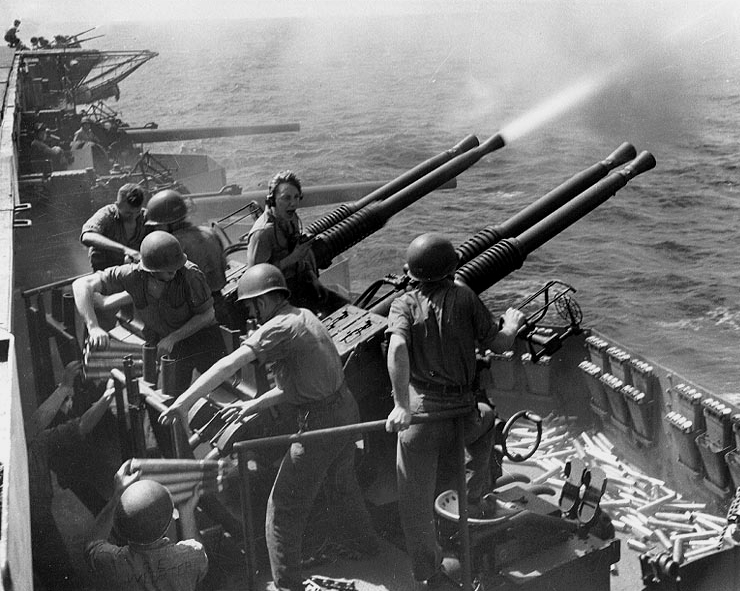
Cañones antiaéreos Bofors de 40 mm en un montaje cuádruple MK 12 siendo disparados desde el durante la Segunda Guerra Mudnial.

Considerada el mejor arma antiaérea ligera de la Segunda Guerra Mundial, el cañón antiaéreo Bofors de 40 mm fue usado en casi la mayoría de los principales buques de guerra en la flota estadounidense y británica entre el año 1943 y 1945. Aunque descendiente de diseños alemanes, holandeses y suecos, los montajes Bofors usados por la Armada de Estados Unidos durante la Segunda Guerra Mundial habían sido fuertemente modificados por Estados Unidos para ajustarlos a los estándares usados por la Armada de dicho país. Esto resultó en un sistema de cañones en acuerdo con los estándares británicos (ahora conocido como el Sistema Estándar) con munición intercambiable, lo que simplificó la situación logística durante la Segunda Guerra Mundial. Cuando se le unía con motores hidráulicos para reducir la contaminación con sal y el director Modelo 51 para mejorar su precisión, el cañón Bofors de 40 mm se convirtió en un temible adversario, dando cuenta aproximadamente de la mitad de los aviones japoneses derribados entre el 1 de octubre de 1944 y el 1 de febrero de 1945.

## Blindaje
Además de su poder de fuego, una característica definitoria del acorazado es su blindaje. El diseño y localización exacta del blindaje, inexorablemente ligados al desempeño y estabilidad del buque, es una ciencia compleja afinada durante décadas.
Un acorazado usualmente está blindado para resistir un ataque con cañones del mismo tamaño con que se encuentre equipado, pero la disposición del blindaje de la clase North Carolina solo era capaz de resistir ataques de proyectiles de 14 pulgadas (356 mm) (con los que originalmente estaba destinado a ser equipado), mientras que la clase South Dakota y la clase Iowa fueron diseñados solo para resistir su equipamiento original de proyectiles Mark V de 2240 lb (1016 kg), no los nuevos proyectiles "súper pesados" APC (Armor Piercing, Capped) (en castellano: Perforante de Blindaje, Encapsulado) Mark 7 VIII de 2700 lb (1225 kg) que ellos usaron finalmente. Los Montana eran los únicos acorazados estadounidenses diseñados para resistir a los Mark VIII.
Hasta la autorización de la clase Montana todos los acorazados estadounidenses eran construidos dentro de los límites de tamaño impuesto por el Canal de Panamá. La principal razón para esto era logística: los astilleros estadounidenses más grandes estaban localizados en la Costa Este de los Estados Unidos, además de que Estados Unidos tiene intereses territoriales en ambos océanos. Exigiendo que los acorazados fueran capaces de caber dentro de las restricciones de tamaño del Canal de Panamá, lo que ahorraba días para poder pasar desde el Océano Atlántico hasta el Océano Pacífico al permitirles a los buques moverse usando el canal en vez de tener que usar el Estrecho de Magallanes en el extremo sur de América del Sur. Para la época del proyecto de ley de la Armada de Dos Océanos, la Armada se dio cuenta de que los diseños de los buques ya no podían ser restringidos por el tamaño del Canal de Panamá y así aprobó la clase Montana sabiendo que estos serían incapaces de pasar a través del Canal de Panamá. Esta cambio en la política significó que la clase Montana habría sido el único acorazado estadounidense de la Segunda Guerra Mundial en estar adecuadamente blindado para resistir el poder de sus propios cañones.

## Aviones

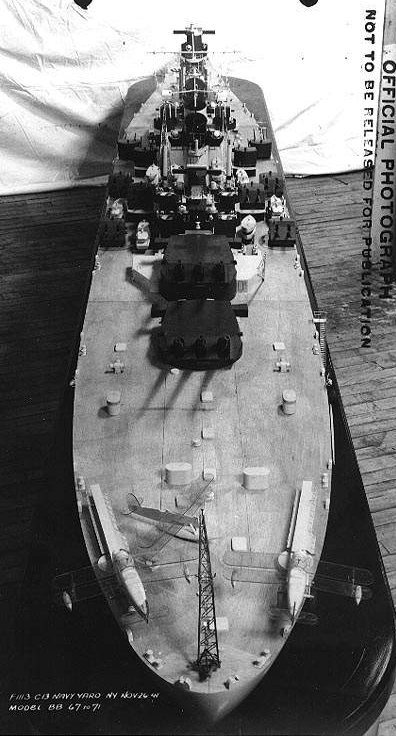
Vista desde la posta de un modelo de la clase Montana, que muestra las catapultas y la grúa de cola para lanzar y recobrar hidroaviones.

La clase Montana habría usado aviones para el reconocimiento y para observación de artillería. El tipo de avión usado habría dependido de cuando el acorazado hubiera sido puesto en servicio, pero con toda probabilidad ellos habrían usado o el Kingfisher o el Seahawk. El avión habría sido lanzado usando catapultas localizadas en la cubierta de popa del buque. Ellos habrían amarizado en el mar y se hubieran movido hacia la popa del buque para ser levantados por una grúa ubicada atrás de la catapulta.

### Kingfisher
El Vought OS2U Kingfisher era un avión ligeramente armado de dos tripulantes diseñado en el año 1937. El alto techo operacional del Kingfisher lo convertía en una buena elección para su principal misión: observar la caída de los disparos de los cañones del acorazado y transmitir las correcciones al buque. Los hidroaviones usados durante la Segunda Guerra Mundial también llevaron a cabo misiones de búsqueda y rescate de aviadores navales que habían sido derribados o que se vieron obligados a amarizar en mar abierto.

### Seahawk
En enero de 1942, la Oficina de Aeronáutica de la Armada de Estados Unidos solicitó a la industria propuestas para un nuevo hidroavión que reemplazara al Kingfisher y al Curtiss SO3C Seamew. Los nuevos aviones debían ser capaces de usar tanto un tren de aterrizaje o de flotadores. Curtiss envió un diseño el 1 de agosto y recibió un contrato para construir dos prototipos y cinco aviones de para pruebas de servicio el 25 de agosto. El primer vuelo del prototipo XSC-1 ocurrió el 16 de febrero de 1944 en la planta de Curtiss localizada en Columbus, Ohio. El primer avión de producción fue entregado en octubre de 1944 y para comienzos del año 1945 el hidroavión monoplaza Curtiss SC Seahawk había comenzado a reemplazar al Kingfisher. De haber sido completada la clase Montana, ellos habrían llegado a tiempo para este reemplazado y lo más probable es que hubieran sido equipados con el Seahawk para ser usados en operaciones de combate, y para búsqueda y rescate marino.